# Fuente Monumental Las Nereidas
La fuente monumental Las Nereidas (también llamada de Lola Mora por haber sido realizada por la escultora argentina Dolores Candelaria Mora Vega de Hernández) es una obra realizada en mármol blanco de Carrara que actualmente se halla en la Costanera Sur de la Ciudad de Buenos Aires. Representa a las nereidas asistiendo al nacimiento de la diosa Venus.
Su inauguración en 1903, en el Parque Colón, provocó en su época polémicas por estar representadas en ella figuras desnudas.

Cada uno ve en una obra de arte lo que de antemano está en su espíritu; el ángel o el demonio están siempre combatiendo en la mirada del hombre. Yo no he cruzado el océano con el objeto de ofender el pudor de mi pueblo(...). Lamento profundamente lo que está ocurriendo pero no advierto en estas expresiones de repudio -llamémosle de alguna manera- la voz pura y noble de este pueblo. Y esa es la que me interesaría oír; de él espero el postrer fallo.
Lola Mora

En 1997 fue declarada Bien de Interés Histórico Nacional.

## Historia

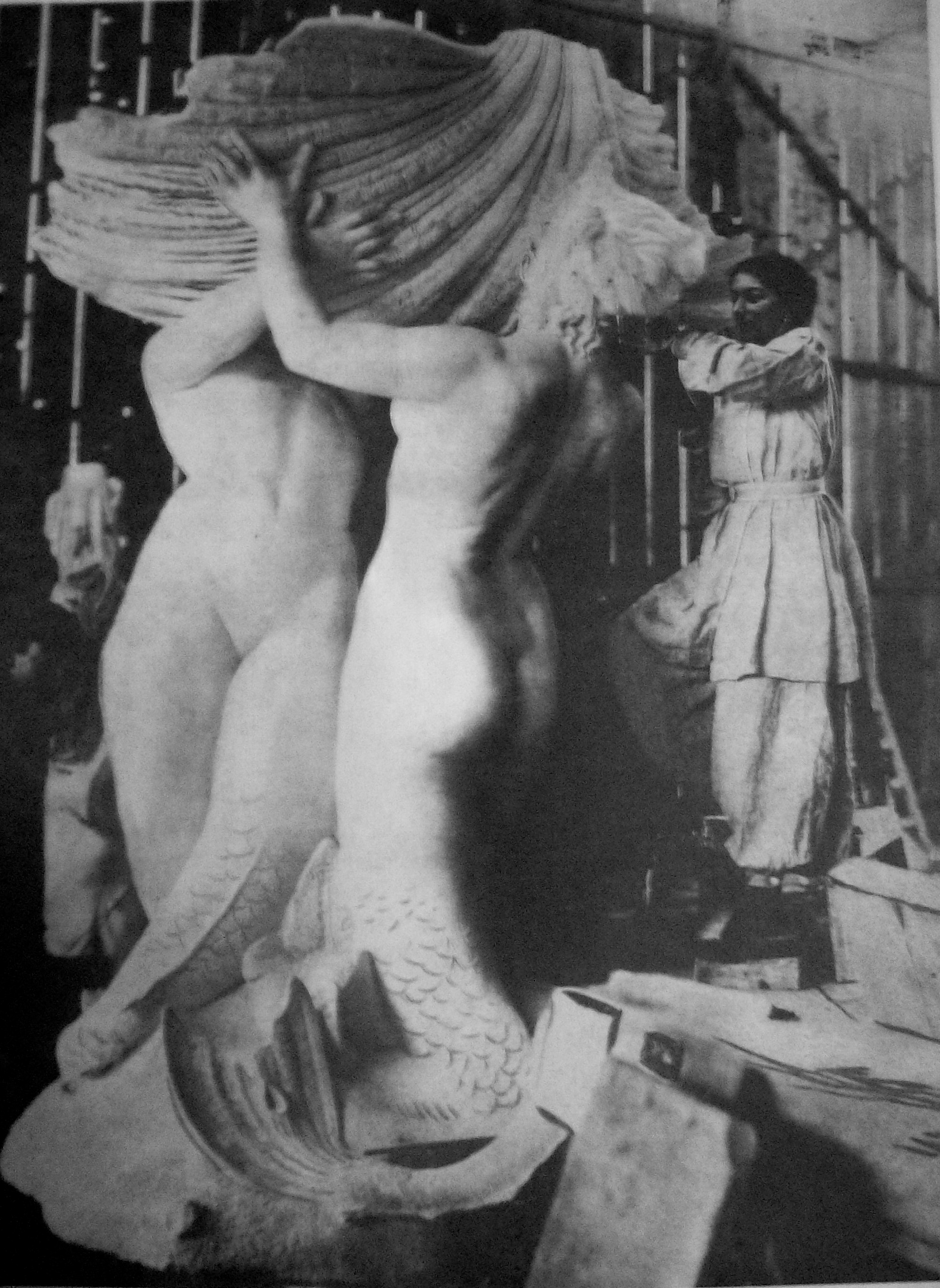
Lola Mora (1903), esculpiendo Fuente de las Nereidas, en pantalones.

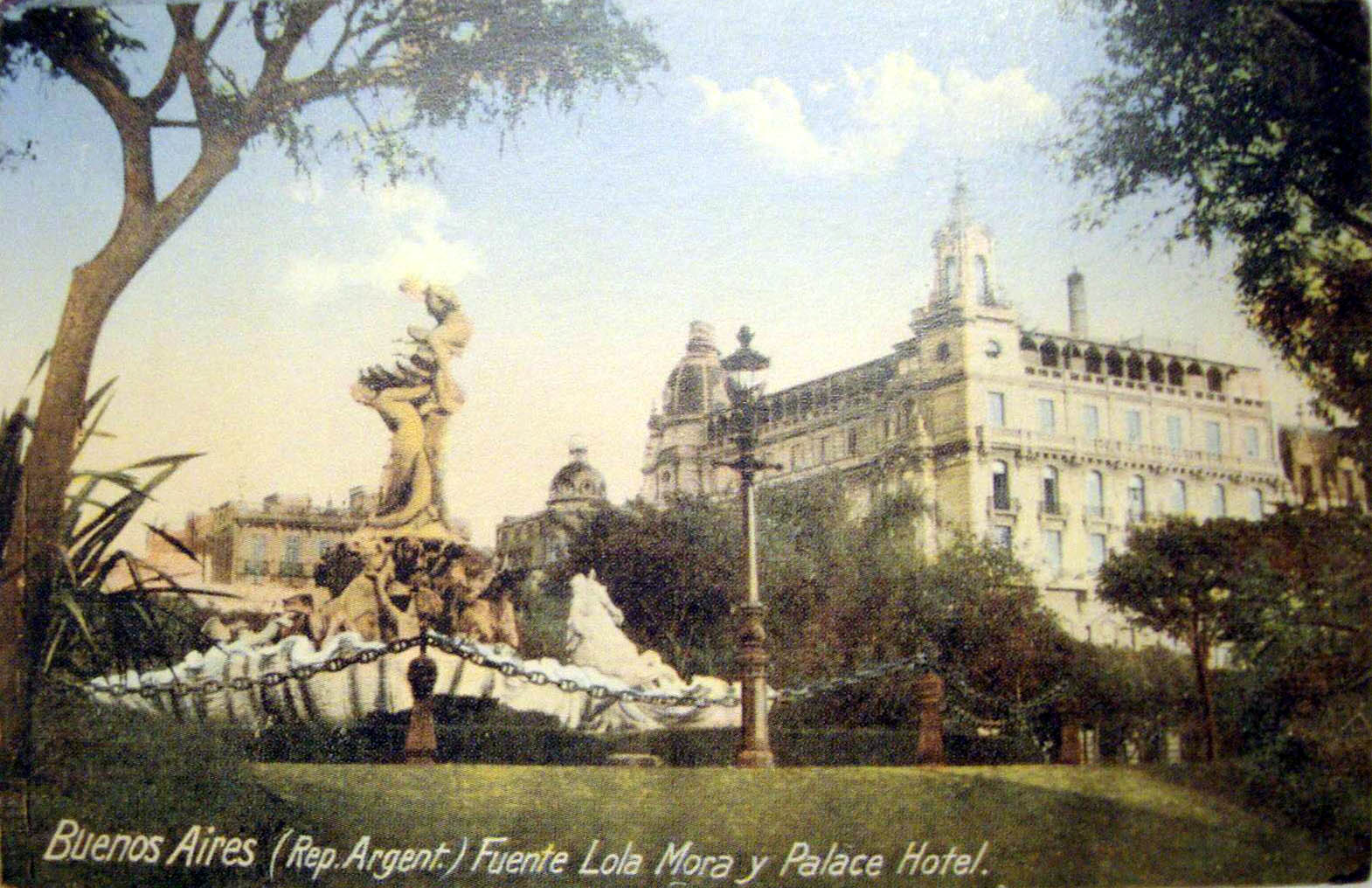
La fuente en su lugar original.

Se trata de una de las obras más relevantes de la escultora Lola Mora (1867-1936), quien la realizó por encargo del intendente de la ciudad de Buenos Aires, Adolfo J. Bullrich. Este pasó por alto la aprobación del Consejo Deliberante, lo que en su momento fue motivo de críticas.
La escultora, que se hallaba en un largo viaje de estudios en Roma, en agosto de 1900 regresó a su país con los bocetos de lo que sería la fuente, ofrecida en donación a la Municipalidad de Buenos Aires.
La fuente la realizó en Roma junto a talleristas profesionales y alumnos del taller. Primero armó un pequeño modelo en arcilla y luego construyó uno en su actual tamaño en yeso. Finalmente se realizaron los trozos de mármol, que fueron trasladados a Buenos Aires a mediados de 1902. Lola también viajó para supervisar el armado final. Para ello usaba pantalones que le facilitaban el movimiento sobre los andamios, lo que fue considerado por algunos como un agravio a la moral, por lo que hubo que rodear el lugar de trabajo con una cerca de maderas.

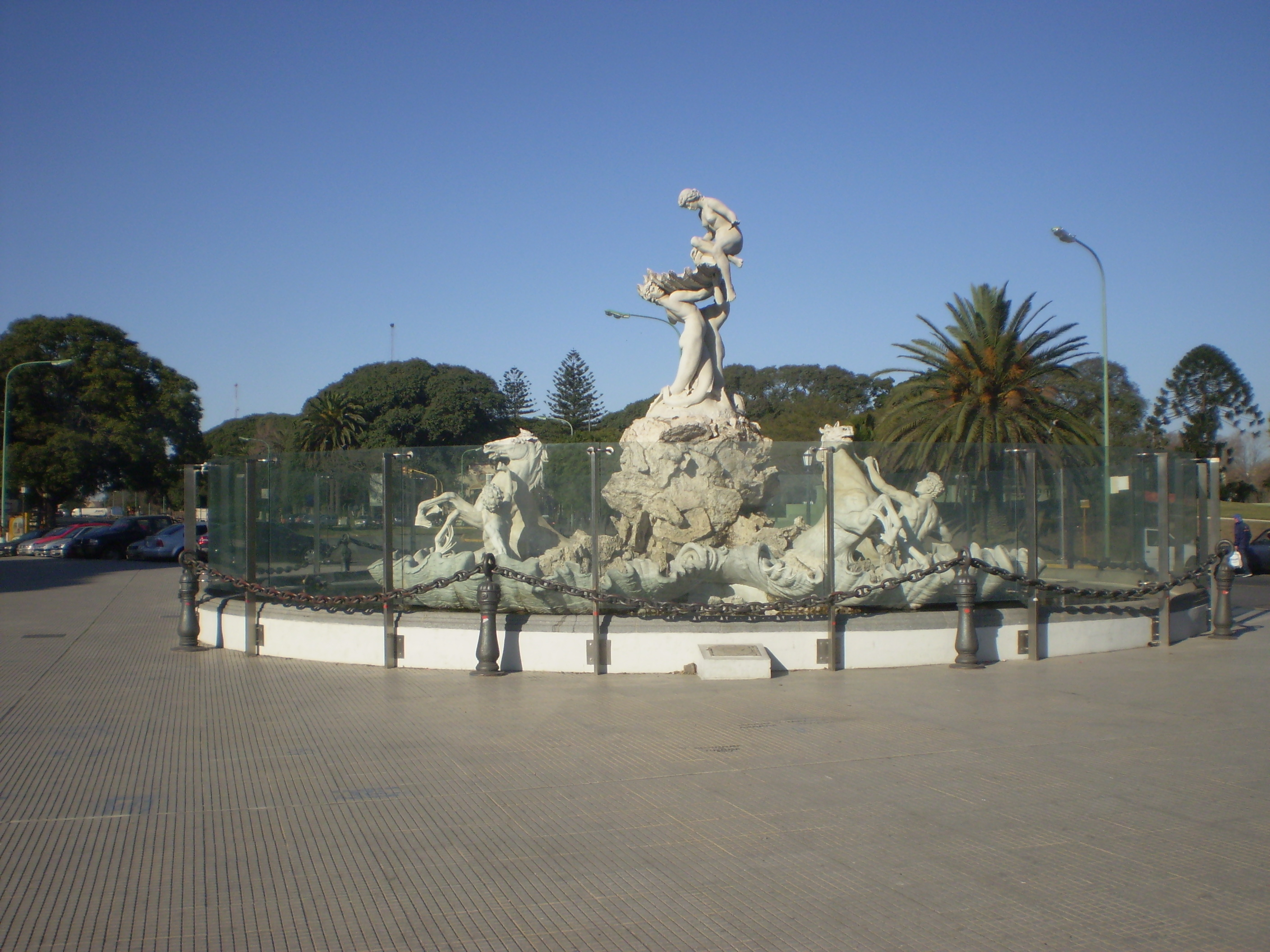
La fuente frente a la Reserva Ecológica.

La fuente iba a ser emplazada en la Plaza de Mayo, donde actualmente se halla la Pirámide de Mayo, pero debido a que los desnudos de la obra ofendían a los miembros de la curia, se sugirió el barrio de Mataderos, por ser muy despoblado, o el Parque de los Patricios. Finalmente primó el criterio de un grupo de prestigiosos ciudadanos, entre ellos Bartolomé Mitre, de instalarla en el Parque Colón. Allí se inauguró el 21 de mayo de 1903, en lo que era la intersección del Paseo de Julio (actual Avenida Leandro N. Alem) con la calle Cangallo (hoy Juan Domingo Perón), a poca distancia de la Casa Rosada. A la ceremonia no asistió ninguna mujer.
Las polémicas moralistas continuaron: la sociedad aún "victoriana" consideró "licenciosas" y "libidinosas" las esculturas que mostraban (y muestran) sin recatos los cuerpos desnudos emergiendo triunfalmente de las aguas.

...y en contraste al entusiasmo de la población que, en gran número, ovacionó a la escultora. Las fotos de la época la muestran única mujer en el palco, entre todos los funcionarios y terminado el acto, también sola entre el numeroso grupo de caballeros que la agasajó en el Club del Progreso...

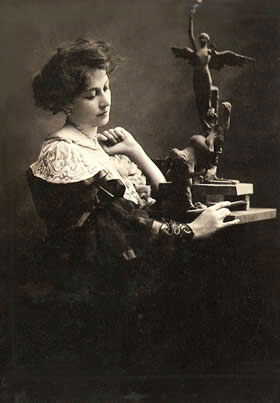
Lola Mora.

Se llegó hasta a poner en duda que una mujer hubiese podido ser capaz de crear esa obra, diciendo que en realidad fueron sus ayudantes los autores.
La presión de las ligas moralistas obligaron a su traslado, en 1918, a un lugar más alejado. El sitio elegido fue la Costanera Sur, que en aquel momento se estaba urbanizando. Más precisamente, en la intersección de la actual Avenida Tristán Achával Rodríguez con la calle Padre Migone, frente a la entrada sur de la Reserva Ecológica de Buenos Aires, en el actual barrio de Puerto Madero. La propia Lola Mora se encargó de dirigir el traslado a ese lugar, que es donde se encuentra actualmente. 
En 1971 se pensó en trasladarla a la intersección de la Avenida Santa Fe con la Avenida 9 de Julio, pero al observarse que la base tenía fisuras que hubieran podido agrandarse durante la mudanza se prefirió no moverla.
En 1997 el Poder Ejecutivo Nacional, por Decreto nº 437 del 16 de mayo la declaró Bien de Interés Histórico Nacional.

## Características

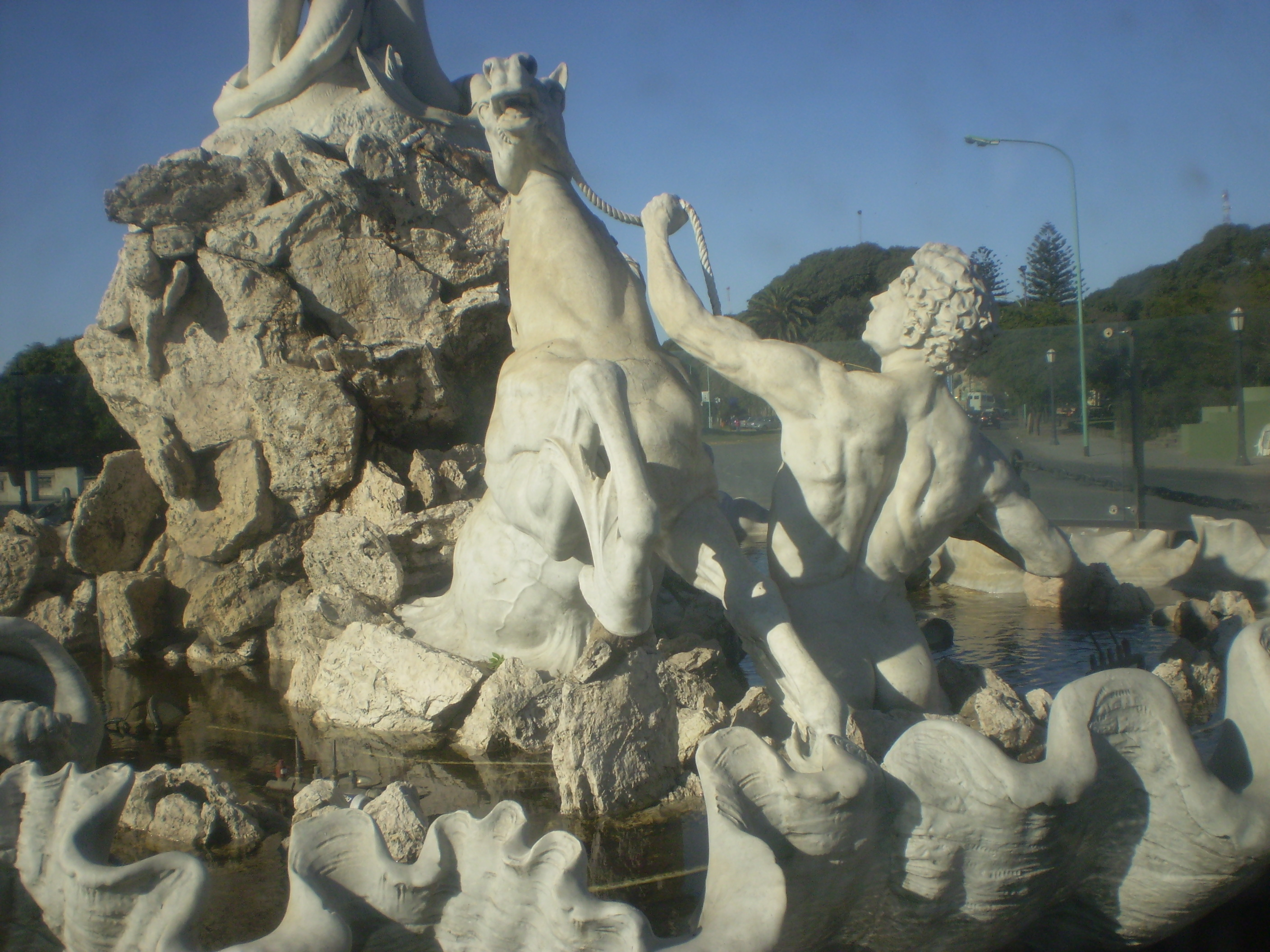
Los Tritones.

En la mitología griega, las nereidas eran las cincuenta hijas de Nereo y de Doris y se las consideraba las ninfas del mar, pues vivían en las profundidades del océano. Emergían a la superficie para ayudar a lo marineros que lo necesitaran, siendo los argonautas los más famosos.
El monumento, de filiación renacentista y formas y texturas de estilo barroco, representa el nacimiento de Venus. Se halla realizado en mármol blanco y su base representa una gran valva de molusco rodeada de tres grupos formados cada uno de ellos por un magnífico corcel sumergido en el agua de la valva. Cada animal es sostenido por la brida por un atlético varón desnudo (lamentablemente en un acto vandálico las bridas fueron rotas y reemplazadas por sogas). Estos varones son los tritones, servidores del cortejo de Poseidón. Sobre la valva se levanta un pilar de roca rústica (travertino de Tívoli) sobre la que se arrodillan dos nereidas desnudas (o sirenas) que sostienen una valva pequeña. Sobre ésta se encuentra sentada la Diosa Venus (quien se dice nació de la fecundación de la espuma de mar) representada por otro desnudo femenino. El espejo de agua de la fuente que rodea el conjunto refleja todo el motivo.